# Vješala
Koordinati:   42°39′08″N, 18°03′00″E
Vješala je majhen nenaseljen otoček v Jadranskem morju pri Dubrovniku. Pripada Hrvaški.
Vješala ležijo v skupini otočkov z imenom Grebeni zahodno od rta Petka na polotoku Lapad, od katerega so oddaljena okoli 2,2 km. Površina otočka meri 0,012 km², Dolžina obalnega pasu je 0,66 km.